# NGC 5030
NGC 5030 is een balkspiraalstelsel in het sterrenbeeld Maagd. Het hemelobject werd op 17 maart 1881 ontdekt door de Amerikaanse astronoom Edward Singleton Holden.

## HD 114944
Vanaf de aarde gezien bevindt het stelsel NGC 5030 zich schijnbaar net ten noordwesten van de ster HD 114944. Amateurastronomen kunnen HD 114944 aanwenden als gidsster om NGC 5030 op te sporen.

## Synoniemen
- NGC 5030
- MCG -3-34-23
- PGC 45991